# Nowa Pijawka
Nowa Pijawka (także: Pijawka) – rów płynący w całości na terenie gminy Rawicz.
Wypływa na południowy zachód od Żołędnicy (w tym samym rejonie ma swoje źródła Stara Pijawka), następnie płynie nadal w tym kierunku, przepływając przez Łaszczyn i Sierakowo. Uchodzi do Masłówki pod Masłowem. Z wyjątkiem Lasu Konarzewskiego przepływa wyłącznie przez pola i łąki. Mostami przechodzą nad nią: linia kolejowa nr 271 (Poznań – Wrocław), drogowa obwodnica Rawicza, i droga krajowa S5 (stara). W Masłowie znajduje się jaz, w Sierakowie przepust z zastawką, a w Łaszczynie zastawka.